# Alexander Haig
Alexander Meigs Haig (2. prosince 1924 Filadelfie, Pensylvánie – 20. února 2010 Baltimore, Maryland) byl armádním generálem Armády Spojených států, který za prezidentství Ronalda Reagana působil jako ministr zahraničí USA, dále jako ředitel kanceláře Bílého domu během prezidentského úřadu Richarda Nixona a Geralda Forda. V roce 1973 pracoval jako zástupce Náčelníka Sboru náčelníků štábů Armády Spojených států, což je druhá nejvyšší pozice v americké armádě. Poté působil jako Nejvyšší velitel spojeneckých vojsk v Evropě, kde velel všem jednotkám NATO a americké armády.
Alexander Haig, jakožto veterán z Korejské války a války ve Vietnamu, byl držitelem druhého nejvyššího ocenění americké armády Distinguished Service Cross, dále Silver Star (Stříbrná hvězda) a Purpurového srdce. Pohřben je na Arlingtonském národním hřbitově.

## Vyznamenání

### Americká vyznamenání
- Distinguished Service Cross
- Defense Distinguished Service Medal s bronzovým dubovým listem
- Army Distinguished Service Medal
- Navy Distinguished Service Medal
- Air Force Distinguished Service Medal
- Stříbrná hvězda s bronzovým dubovým listem
- Legion of Merit s 2 bronzovými dubovými listy
- Distinguished Flying Cross s 2 bronzovými dubovými listy
- Bronzová hvězda s 2 bronzovými dubovými listy a sponou V
- Purpurové srdce
- Air Medal
- Army Commendation Medal
- Medaile za americké tažení
- Medaile Vítězství ve druhé světové válce
- Army of Occupation Medal
- Medaile za službu v národní obraně s bronzovou hvězdou
- Medaile za službu v Koreji se 4 bronzovými hvězdami
- Medaile za službu ve Vietnamu se 2 bronzovými hvězdami

### Zahraniční vyznamenání
- důstojník Řádu Leopoldova
- velkokříž Řádu Kristova (Portugalsko, 29. března 1979)[2]
- velkokříž Záslužného řádu Spolkové republiky Německo (Německo)
- komtur Národního řádu Vietnamu (Vietnam)
- rytíř Národního řádu Vietnamu (Vietnam)
- Kříž za statečnost s palmou (Jižní Vietnam)
- Medaile za tažení ve Vietnamu (Jižní Vietnam)